# Heleophryne natalensis
Heleophryne natalensis је врста жаба из породице Heleophrynidae. Њена природна станишта су у шумама, травнатим површинама и рекама јужне Африке.